# Rzepin
Rzepin (deutsch Reppen) ist eine Stadt im Powiat Słubicki der polnischen Woiwodschaft Lebus. Sie ist Sitz der gleichnamigen Stadt-und-Land-Gemeinde mit etwa 9850 Einwohnern.

## Geographische Lage
Die Stadt liegt in der Neumark inmitten der ausgedehnten Wälder der Reppener Heide (Puszcza Rzepińska) am Fluss Ilanka (Eilang). Unmittelbar südlich verläuft die Autobahn Berlin–Posen. Der Bahnhof Rzepin ist Eisenbahnknotenpunkt der Strecken Breslau–Stettin und Frankfurt (Oder)–Posen. Frankfurt (Oder) ist 20 Kilometer entfernt.
|  |

## Geschichte
Der Ort entstand im Zuge der askanischen Ostbesiedlung in der zweiten Hälfte des 13. Jahrhunderts begünstigt durch den Eilang-Übergang des alten Handelsweges von Frankfurt nach Posen. Schon 1329 wurde in einer Urkunde die Bezeichnung Stadt verwendet. Da Sumpfgebiete der Eilang das Umland bildeten, wurde keine Stadtmauer errichtet, vielmehr bot eine dreifache Wallanlage ausreichenden Schutz. So gelang es der Söldnertruppe des Hans II. von Sagan während der Glogischen Fehde 1477 nicht, die Stadt einzunehmen. Dieser Angriff war ein Zeichen der Verwahrlosung der Neumark, des brandenburgischen Herrschaftsgebietes, zu dem Reppen gehörte. Die Stadt teilte im 16. und 17. Jahrhundert das Schicksal vieler neumärkischer Orte, die vom Dreißigjährigen Krieg und von Pestepidemien heimgesucht wurden.
Erst mit der Schaffung des Königreiches Preußen verbesserten sich auch in Reppen die Verhältnisse wieder. Durch ein Siedlungsprogramm von König Friedrich I. wanderten Tuchmacher zu, welche die Stadt zu einem bedeutenden Tuchmacherzentrum entwickelten. Lediglich die in den napoleonischen Kriegen verhängte Kontinentalsperre unterbrach den wirtschaftlichen Aufschwung am Anfang des 19. Jahrhunderts für eine gewisse Zeit.
Als Ergebnis der preußischen Verwaltungsneuordnung nach dem Wiener Kongress wurde Reppen 1818 in den Kreis Sternberg mit der Kreisstadt Drossen eingegliedert. Nach der Teilung des Kreises wurde Reppen 1904 Kreisstadt des Kreises Weststernberg. 1869 erfolgte der Anschluss an die Eisenbahnstrecke Berlin–Posen und 1875 entstand ein Eisenbahnknoten durch die Strecke Stettin–Glogau. 1890 wurde der Kreuzungspunkt durch die Nebenbahnstrecke nach Meseritz erweitert. Reppen war der Verwaltungssitz der Weststernberger Kreiskleinbahn, welche eine Strecke vom nahegelegenen Kunersdorf nach Ziebingen betrieb.

Ortsbilder
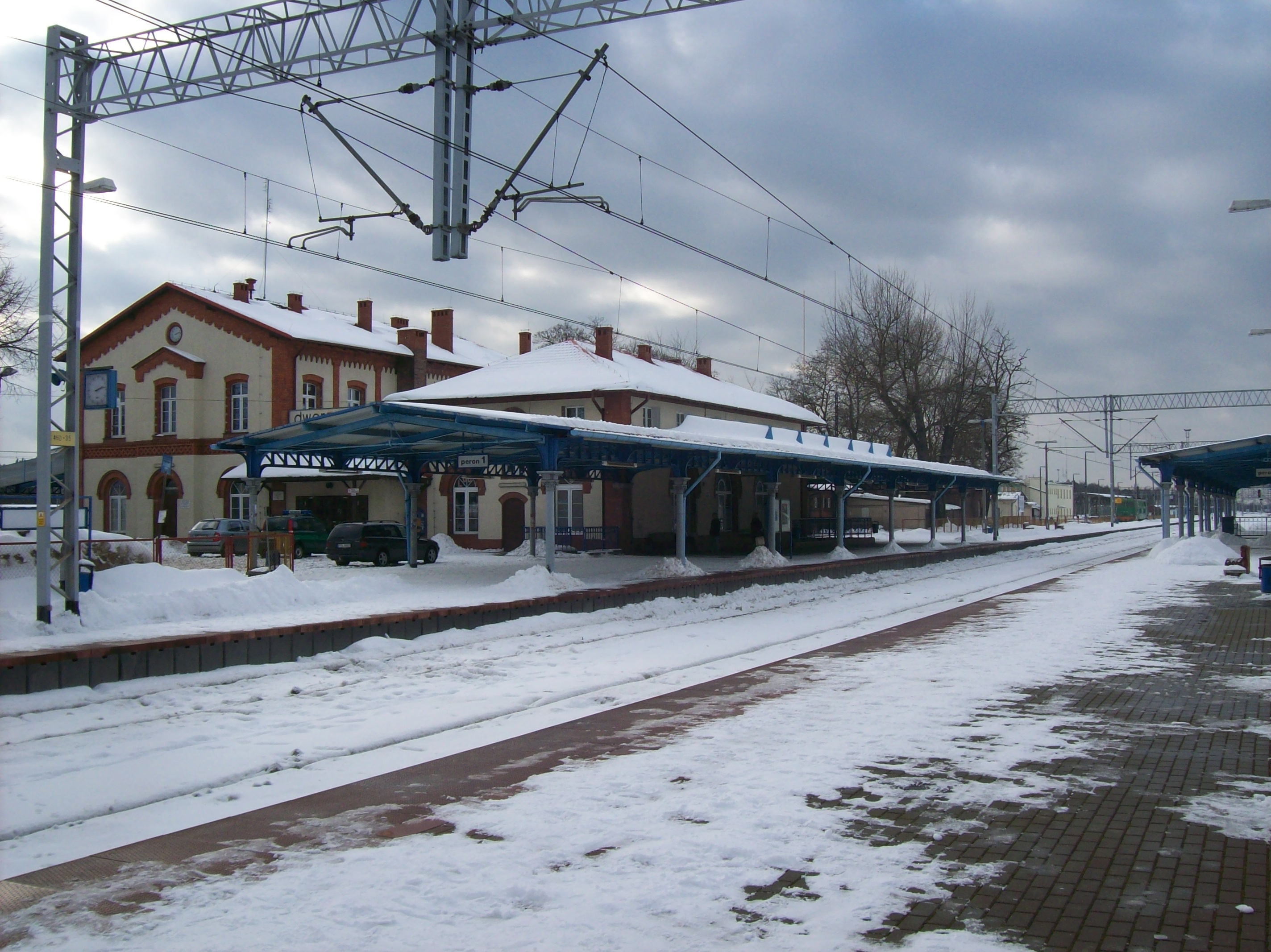
Bahnhof
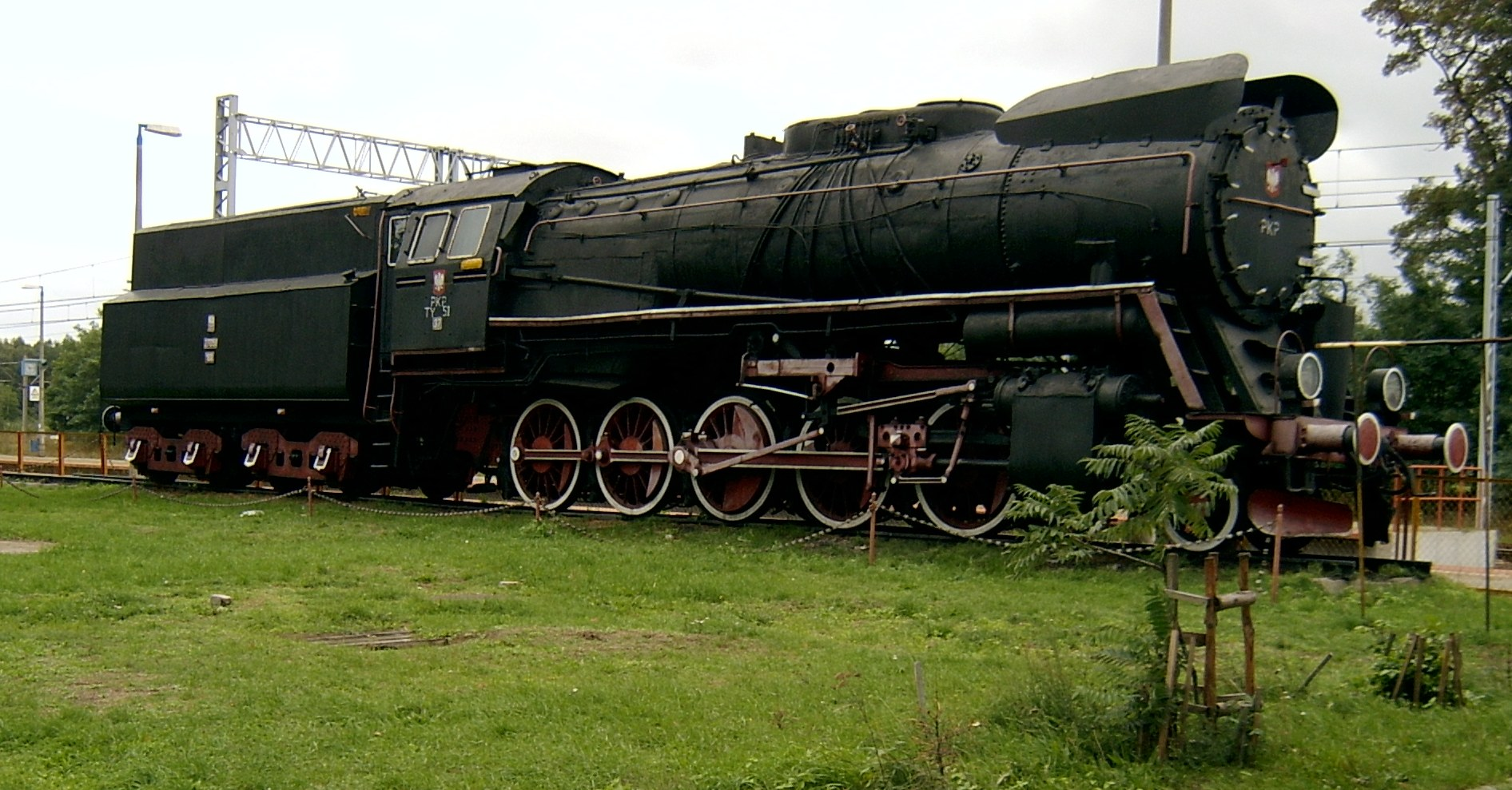
Dampflokdenkmal
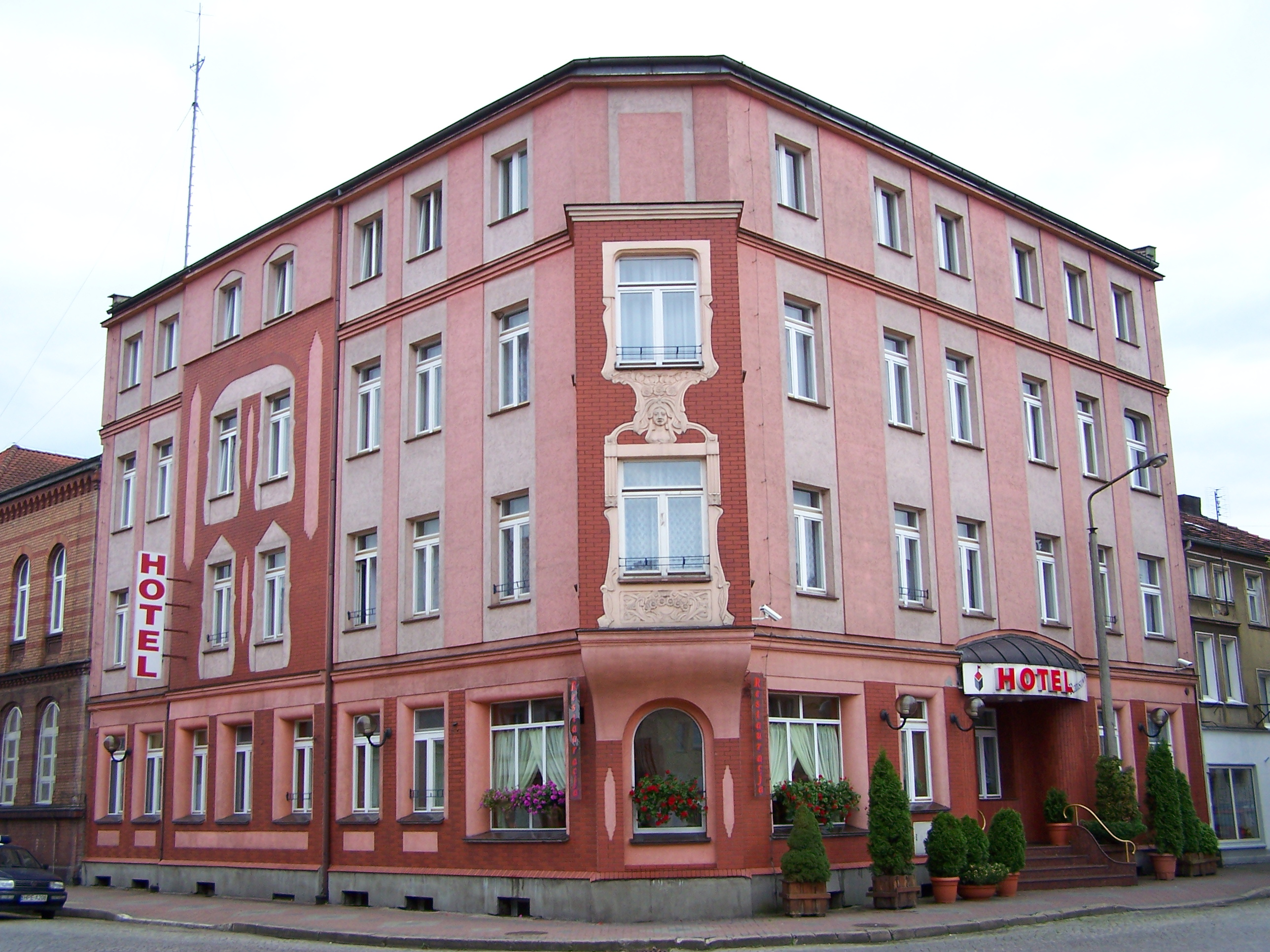
Hotelgebäude
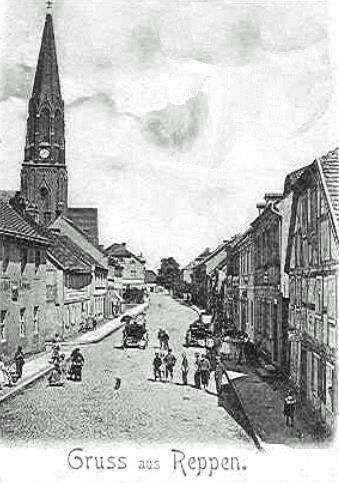
Hauptgeschäftsstraße Reppens mit der evangelischen Katharinenkirche auf einer Bild-Postkarte von 1900
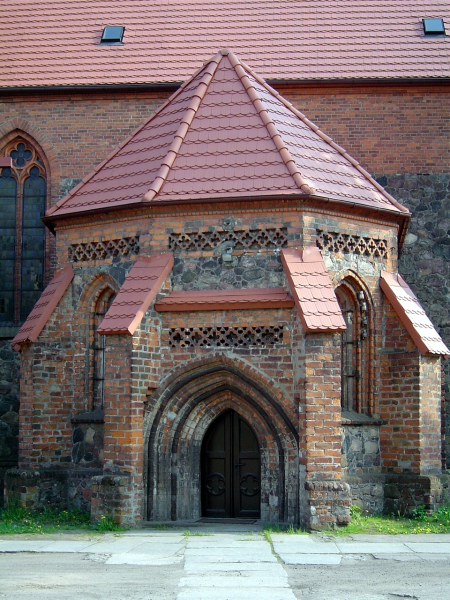
Gotisches Portal der Katharinenkirche
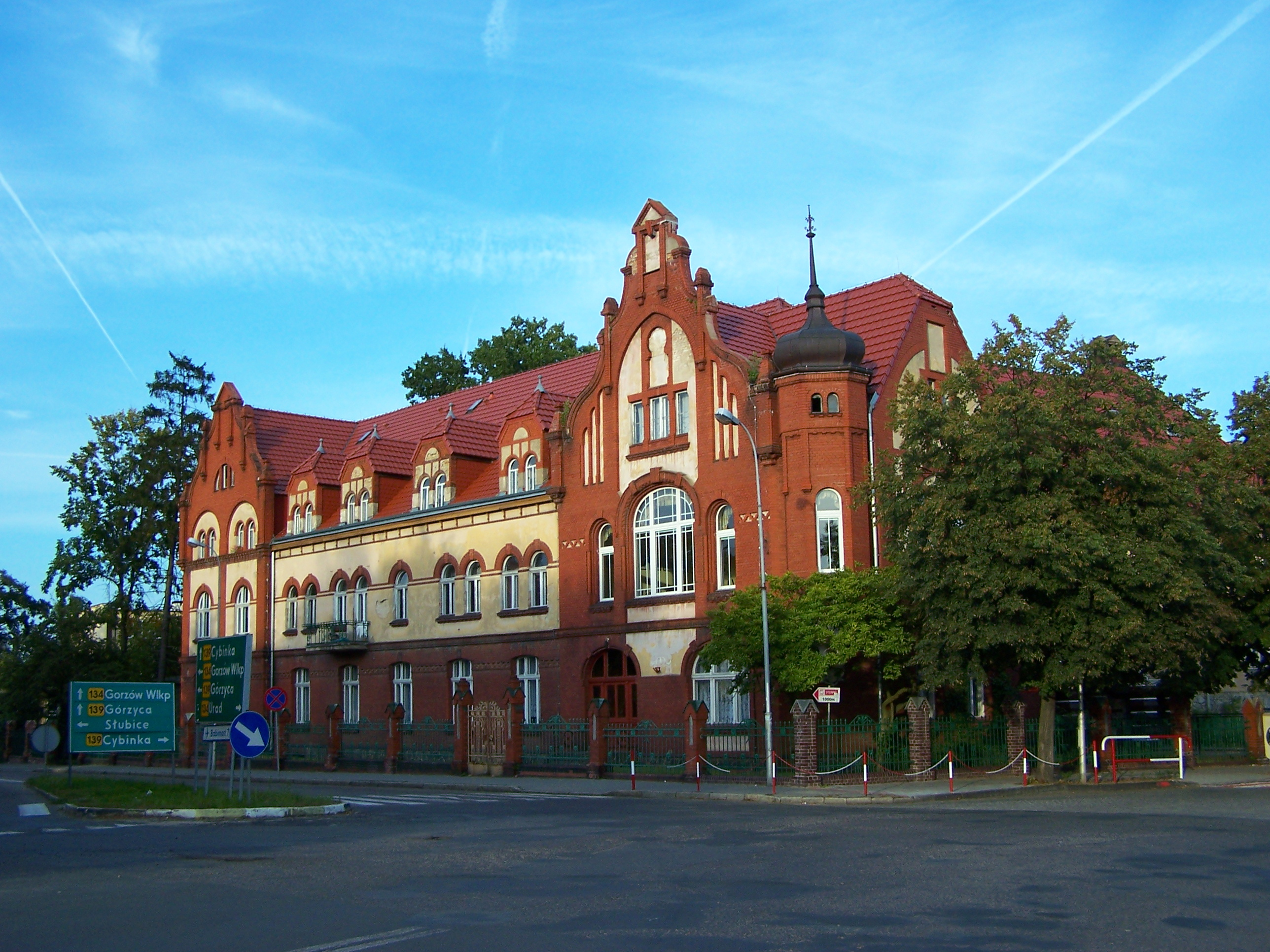
Schulgebäude
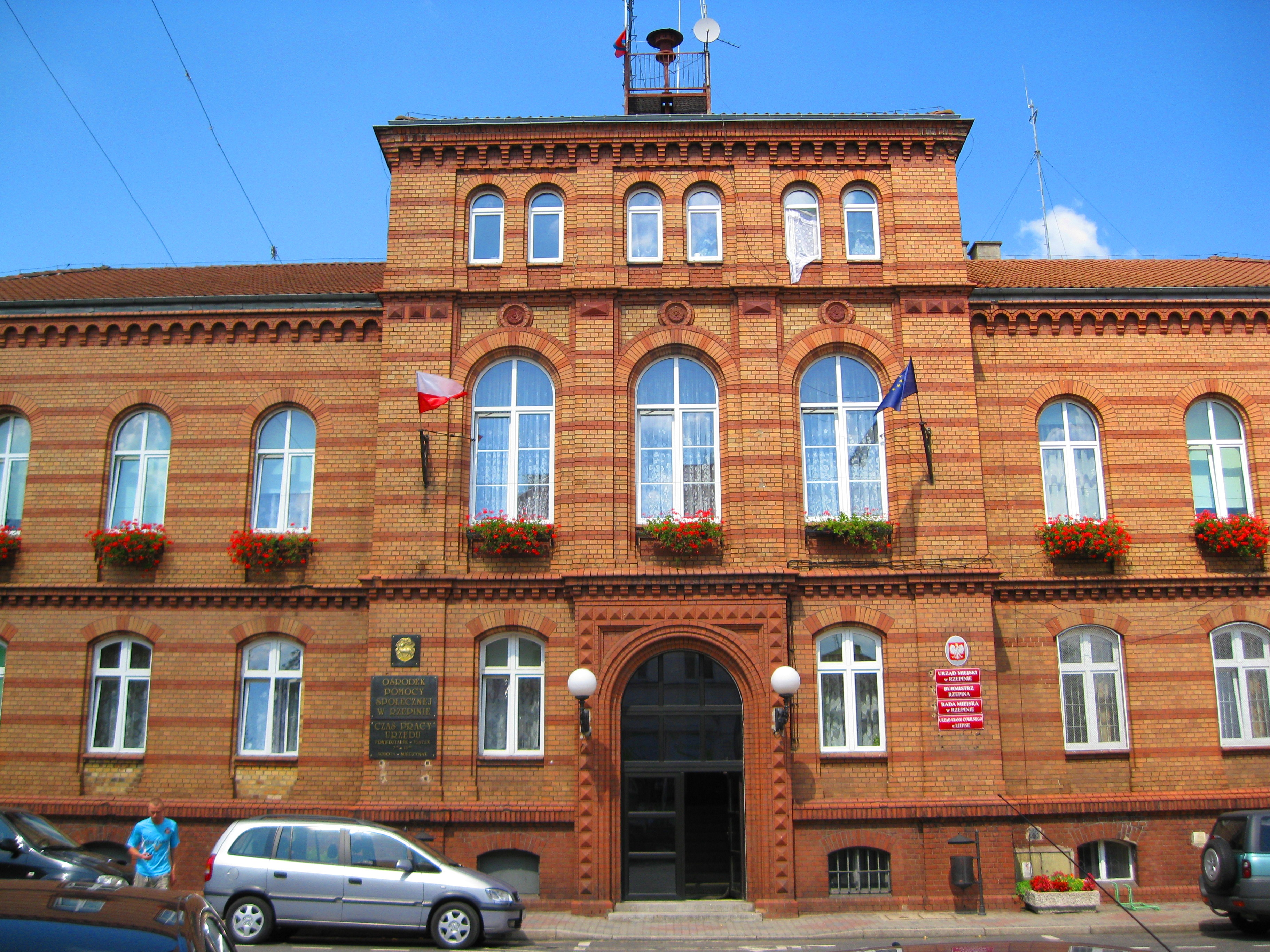
Rathaus der Stadt
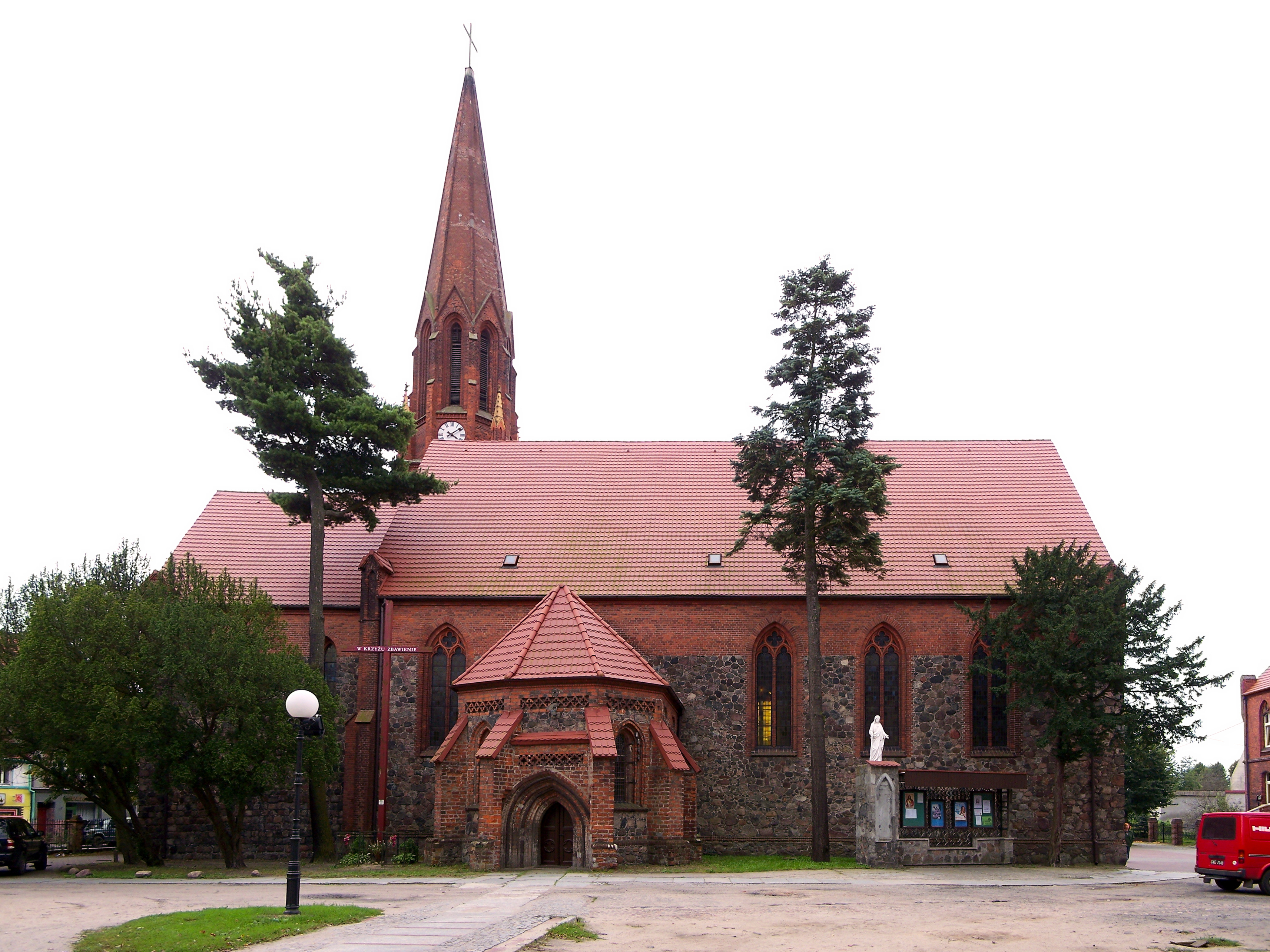
Stadtkirche (bis 1945 evangelisch)
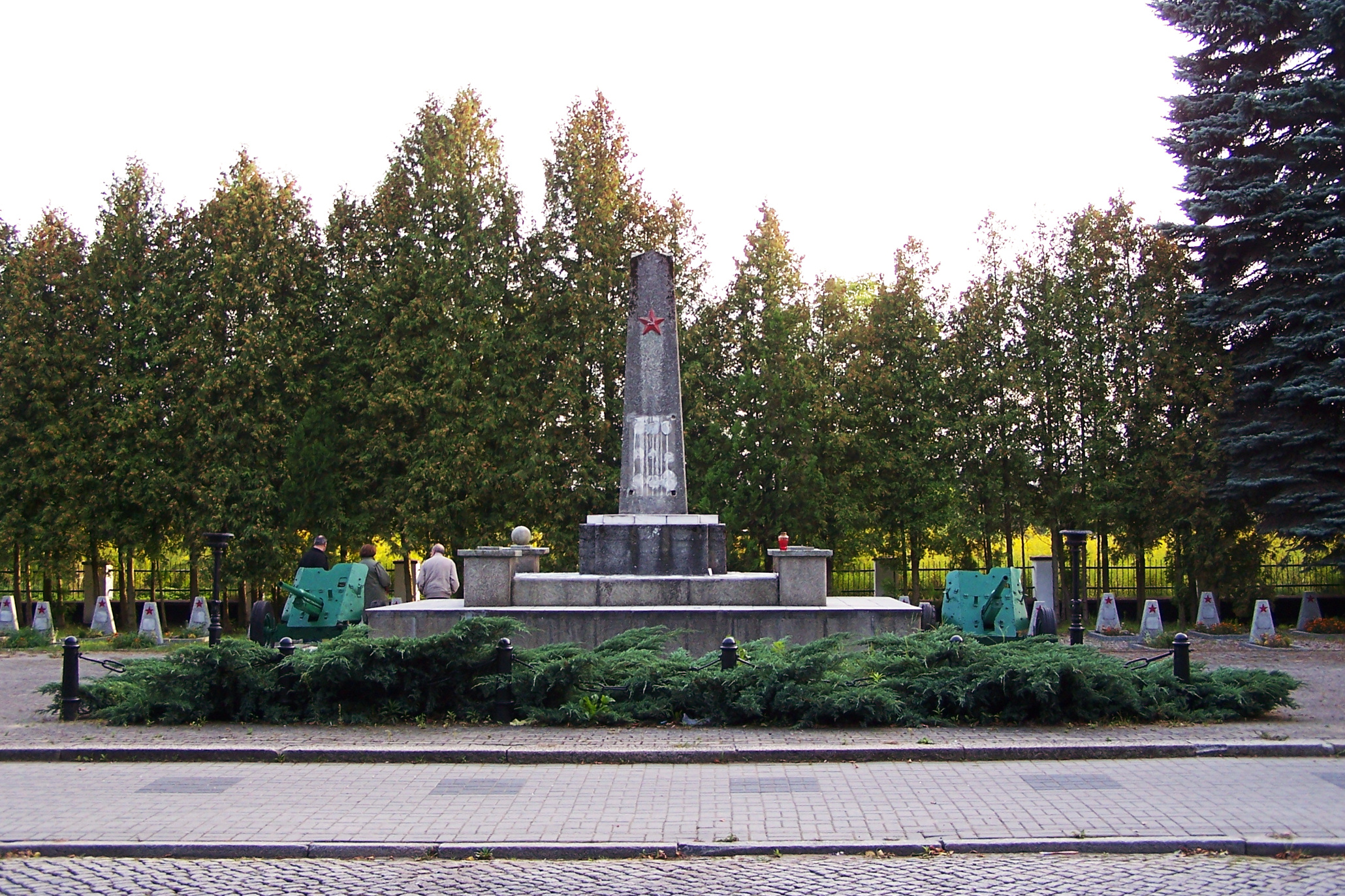
Sowjetisches Kriegerdenkmal

Durch diese günstige Verkehrslage entwickelte sich ein industrielles Zentrum, in dem sich neben der traditionellen Tuchmacherei eine Kartoffelstärkefabrik, Gerbereien, Schuhmachereien und Dampfmühlen ansiedelten. Die Einwohnerzahl hatte sich gegenüber dem Beginns des 19. Jahrhunderts von rund 2000 auf über 4500 mehr als verdoppelt.
Ab 1849 war das königliche Kreisgericht Zielenzig das zuständige Eingangsgericht. In Reppen war eine Zweigstelle (Gerichtskommission) eingerichtet. 1879 übernahm das Amtsgericht Reppen diese Funktion. Um die Wende zum 20. Jahrhundert hatte Reppen  eine evangelische Kirche, ein Rettungshaus, ein Amtsgericht, bedeutende Kartoffelstärke- und Tuchfabrikation, eine Maschinen- und Metallwarenfabrik, Mühlenbau und bedeutende Schuhmacherei.
1945 gehörte Reppen zum Landkreis Weststernberg im Regierungsbezirk Frankfurt der Provinz Brandenburg.
Zum Ende des Zweiten Weltkrieges wurde Reppen stark beschädigt, jedoch blieben die beiden bedeutendsten Baudenkmäler, die Katharinenkirche und der Herrenhof, erhalten. Nach Kriegsende wurde die Stadt unter polnische Verwaltung gestellt. Es siedelten sich polnische Migranten an, die zum Teil aus von Polen nach dem Ersten Weltkrieg eroberten  Gebieten östlich der Curzon-Linie kamen. Nach 1945 hieß die deutsche Stadt für kurze Zeit Rypin und dann Rzepin. Soweit die deutschen Bewohner nicht geflohen waren, wurden sie in der Folgezeit von der örtlichen polnischen Verwaltungsbehörde vertrieben.
Zwischen 1945 und 1952 war Rzepin Sitz eines polnischen Powiats.
Am 9. Juli 1952 entgleiste bei Rzepin ein Truppentransport. Die Sowjetarmee verlor bei diesem Eisenbahnunglück fast 200 Offiziere und Soldaten.

### Demographie
| Jahr | Einwohner | Anmerkungen |
| ---- | --------- | --- |
| 1719 | 1014      | [ 1 ] |
| 1740 | 1789      | [ 1 ] |
| 1750 | 1789      | [ 4 ] |
| 1801 | 2192      | [ 1 ] |
| 1802 | 2245      | [ 5 ] |
| 1810 | 2023      | [ 5 ] |
| 1816 | 2233      | davon 2193 Evangelische, sieben Katholiken und 33 Juden                                                          |
| 1821 | 2357      | in 356 Häusern                                                                                                   |
| 1840 | 3012      | in 370 Häusern                                                                                                   |
| 1855 | 3446      | meist Evangelische, darunter 15 Katholiken und 26 Juden                                                          |
| 1864 | 3664      | in 391 Häusern                                                                                                   |
| 1867 | 3743      | am 3. Dezember                                                                                                   |
| 1871 | 3777      | am 1. Dezember, in 414 Häusern, davon 3720 Evangelische, zwanzig Katholiken, zwei sonstige Christen und 35 Juden |
| 1875 | 4112      | [ 9 ] |
| 1880 | 4258      | [ 9 ] |
| 1905 | 4530      | meist evangelische Einwohner                                                                                     |
| 1910 | 4530      | am 1. Dezember                                                                                                   |
| 1925 | 5740      | [ 9 ] |
| 1933 | 6421      | [ 9 ] |
| 1939 | 6444      | [ 9 ] |

Einwohnerzahlen bis heute

## Gemeinde
Zur Stadt-und-Land-Gemeinde (gmina miejsko-wiejska) Rzepin gehören die Stadt selbst und zehn Dörfer mit Schulzenämtern. Sie umfasst ein Gebiet von 191 km².

## Persönlichkeiten
- Georg Roenneberg (1834–1895), Berliner Kommunalpolitiker
- Ernst Wenck (1865–1929), Bildhauer
- Axel von Kaphengst (1870–1913), Rittergutsbesitzer, Politiker und Reichstagsabgeordneter
- Geo A. Schmidt (1870–1943), Kolonialbeamter
- Johannes Weigelt (1890–1948), Paläontologe
- Johannes Wolburg (1905–1976), Geologe und Paläontologe
- Heino Winkler (1912–1964), Schauspieler
- Friedo Solter (1932–2023), Schauspieler und Theaterregisseur
- Lona Rietschel (1933–2017), Graphikerin und Comic-Zeichnerin